# Atrazina
L'atrazina è un principio attivo ad azione erbicida appartenente alla classe delle clorotriazine, nel più esteso gruppo delle triazine. L'atrazina, come tutte le clorotriazine, è un erbicida ad assorbimento radicale e in misura minore fogliare, usato in pre-emergenza e in post-emergenza, trasportato per via apoplastica (xilematica); agisce a livello del fotosistema II, è prevalentemente dicotiledonicida, si adatta al diserbo principalmente di mais, sorgo e canna da zucchero.
La solubilità in acqua è di 28 mg/L a 20 °C. Di per sé non elevatissima, questa da sola non spiega le ragioni della problematica ambientale posta dall'uso dell'atrazina: l'elevata persistenza ambientale con conseguente rinvenimento nelle acque superficiali e di falda. Se consideriamo però le dosi d'impiego piuttosto elevate (1,5–2 kg/ha per applicazione), si capisce come anche una solubilità apparentemente esigua diventi considerevole; il legame abbastanza saldo con i colloidi del terreno, specialmente quelli organici, è poi motivo di persistenza nell'ambiente e quindi di rilascio continuato, prolungato nel tempo, di principio attivo dal terreno verso le acque.
Diverse specie batteriche hanno acquisito la capacità di decomporre l'atrazina utilizzando diverse vie metaboliche, più o meno efficienti, così contribuendo a diminuire la sua concentrazione nell'ambiente (Vedi la mappatura delle vie metaboliche per la biodegradazione dell'atrazina e dei suoi sottoprodotti).
Ne è proibita l'utilizzazione in alcuni paesi europei tra cui l'Italia (definitivamente dal 1992, dopo numerose restrizioni susseguitesi a partire dal 1990; alcuni enti locali hanno provveduto prima a vietarne l'impiego), ma nel mondo continua ad essere uno dei principi attivi ad azione erbicida più usati, con 38 milioni di kg venduti ogni anno.
Gli studi sull'atrazina hanno alternativamente confermato e smentito la cancerogenicità del composto e ad oggi non è classificato come cancerogeno certo, sebbene sia stato provato nel corso di diversi test che la sostanza causi danni all'ovario dei criceti. È inoltre temuta per i suoi effetti di distruttore endocrino. Studi sugli anfibi sembrerebbero confermare l'interferenza dell'atrazina sull'equilibrio degli ormoni sessuali di questi animali anche a bassissime concentrazioni, causando una femminizzazione dei soggetti maschi.